# Hațeg
Hațeg (în maghiară Hátszeg, în germană Hötzing) este un oraș în județul Hunedoara, Transilvania, România, format din localitățile componente Hațeg (reședința) și Nălațvad, și din satele Silvașu de Jos și Silvașu de Sus.
Are o populație de 9.685 de locuitori. Orașul este centrul ținutului istoric și etnografic Țara Hațegului. 
Fosilele găsite în zona Hațeg se întind pe peste 300 de milioane de ani din istoria geologică a Pământului, de la recife de corali tropicali și insule vulcanice în Marea Tethys, dinozauri, mamifere primitive, păsări și reptile zburătoare (cum ar fi Hatzegopteryx, care a fost numit după regiune), de asemenea în perioada cretacică exista și Insula Hațeg unde trăia magyarosaurus dacus un gen de dinozaur sauropod pitic.

## Istoric
- În 1765, localitatea a fost militarizată în întregime și a făcut parte din Compania a II-a de graniță a Regimentului I de Graniță de la Orlat până în 1851, când a fost desființat.

## Toponimie
Prima mențiune a Țării Hațegului (Terra Harszoc) apare în Diploma Ioaniților din anul 1247. În 1276 aflăm de un nobil hațegan, numit Comes de Haczak. Un alt nobil, Nicolaus de Hatzak, este atestat la 1317. Alte atestări: Hatzag (1349), villa Hatzak (1360), civitas Hachzak (1366), Hathzak (1380).
Numele poate veni din maghiară, de la hat-szék, adică „șase scaune de judecată”, înțeles ca „districtul celor șase scaune”, ori de la hát-szeg, „cetatea de pe vârful din spate”.
O altă ipoteză: harszoc ar veni de la cuvântul hârs, care în limba cumană înseamnă „urs”.

## Obiective turistice

### Rezervatia de zimbri Slivuț Hațeg
Rezervația Hațeg-Slivuț este primul loc din România, unde zimbrul european a reapărut. Acest lucru s-a întâmplat în 12 noiembrie 1958, atunci când o pereche de zimbri a fost adusă din Polonia. Atunci a fost demarată acțiunea de refacere a acestui fond faunistic prețios al pădurilor din Munții Carpați, munți ce adăposteau odinioară numeroase turme de zimbri.
Indiferent de sezonul în care ne aflăm, o plimbare prin Pădurea Slivuț, din apropierea orașului Hațeg, transformă o zi monotonă, într-una în care poți se te deconectezi, alături de familie sau prieteni, de cotidian și de agitația urbei.
Din drumul național, poți să ajungi aproape de poarta de intrare în Rezervația de zimbri, cu mașina, într-un cadru natural, unde drumul șerpuiește printre copacii care se înalță falnici de-o parte și de alta a căii de acces.
Vizitați Rezervația de zimbri Slivuț, unul dintre cele mai importante obiective turistice din Hațeg și Țara Hațegului!

### Ulpia Traiana Sarmizegetusa
După ce i-a cucerit pe daci, având acum acces la minele de aur din Apuseni, deci cu o situație financiară incomparabil mai bună decât anterior cuceririi provinciei, împăratul Traian a avut ambiția să construiască, în partea de vest a Țări Hațegului, capitala Daciei romane, Colonia Ulpia Traiana Augusta Dacica Sarmizegetusa.
Orașul era locuit de aproximativ 30.000 de persoane. Zidurile cetății („intra muros”) cuprindeau în interior și apărau un oraș cu o întindere pe 33 de hectare. Pe alte aproximativ 80 de hectare, în exteriorul zidurilor, romanii au ridicat case și monumente publice, dar și morminte.
Multe dintre ruine se regăsesc, astăzi, în curțile hațeganilor, în grădinile sau pe câmpurile lor, actualul sat Sarmizegetusa suprapunându-se peste vechea așezare romană.
În imediata vecinătate se află și Muzeul de Arheologie Sarmizegetusa, unde puteți admira o serie de impresionante colecții de arheologie romană. Clădirea ce adăpostește astăzi muzeul datează de la începutul secolului XX și a fost han.
Vizitați Ulpia Traiana Sarmizegetusa, unul dintre cele mai importante obiective turistice din Hațeg și Țara Hațegului!

### Muzeul Satului Hațegan
Muzeul Satului Hațegan se află în satul Peșteana și este adăpostit într-o casă ce are aproxinativ 120 de ani și a aparținut unor oameni mai înstăriți, care s-au prăpădit, rând pe rând.
Astăzi, casa veche cu fântână la poartă, care s-ar fi prăbușit dacă localnicul Anton Socaci n-ar fi luat-o în grijă, este o mică bijuterie a satului de altădată.
Muzeul satului hațegan cuprinde trei încăperi în care Anton Socaci a adunat obiectele casnice, uneltele, sculele și bună parte dintre utilajele agricole pe care le avea o gospodărie de rând.
Aici, sunt păstrate clopote pentru vite, aduse din Elveția, lămpi din zona Austriei, dar și o lampă rusească, Petromax, alături de arme preistorice, inclusiv pietre cioplite care erau folosite de oamenii preistorici pentru a lovi de la distanță animale mici.
Acestea sunt doar câteva din locurile extrem de interesante și pline de istorie care pot fi vazute in Țara Hațegului. Multe obiective, așadar, de vizitat in Hațeg, nu doar biserici. In general, România nu este doar o țară plină de biserici, ci o țară complexă, interesantă, cu tradiții care precedă creștinizarea oamenilor și care incă se mențin astazi.

## Lăcașuri de cult

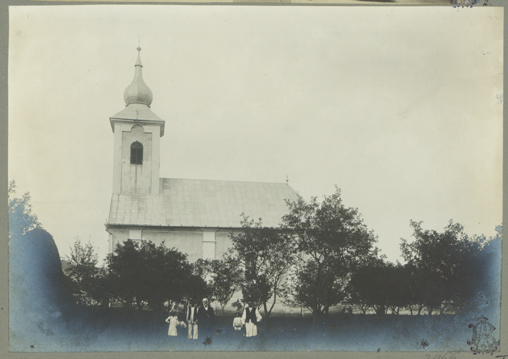
Biserica Bob din Hațeg

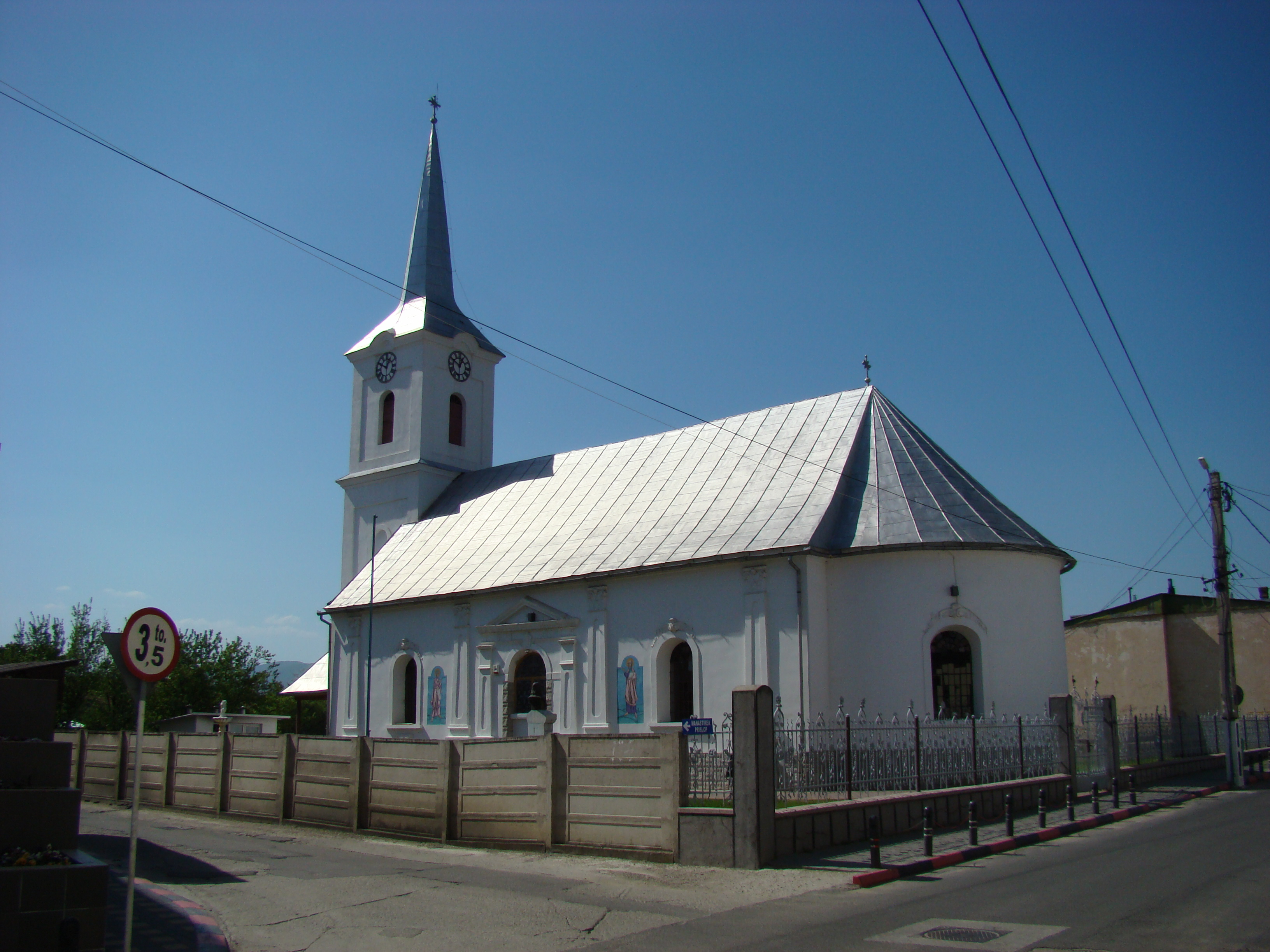
Biserica ortodoxă „Sfântul Ierarh Nicolae”.

Orașul Hațeg a fost un important punct strategic și comercial în Transilvania medievală. Cele mai vechi biserici din oraș sunt Biserica Sfânta Treime (biserica lui Bob) și biserica Sfântul Nicolae.
În anul 1516, când „pop Filip ot Hațag” inciza o inscripție slavonă pe soclul altarului bisericii mitropolitane din Feleac, aceasta deservea deja obștea românească locală. Cândva în cursul secolului al XVII –lea, în locul acelui edificiu a fost ridicată, la marginea târgului, înspre actualul sat General Berthelot, o biserică de lemn, in care slujeau, în 1681, preoții Gheorghe, Mihai, Gheorghe și Găină; transferată în posesia uniților după 1701, aceasta apare menționată pe harta iosefină a Transilvaniei (1769-1773). La o dată neprecizabilă, în paralel cu aceasta s-a ridicat încă un edificiu, tot din bârne, în cimitirul vechi din hotarul nordic al localitătii menționat si el în izvorul cartografic austriac citat; pe un Liturghier (București, 1728), păstrat la Silvașu de Jos, este însemnat: „Această Sfântă Liturghie iaste a sfintei beserici acei din deal a Hațegului, Matei Șora paroh, 1807”. Cu refacerile de rigoare, ea a supraviețuit până în jurul anului 1824, când a fost dezasamblată și mutată în satul hațegan Balomir; un fragment de coloană romană, provenită, potrivit tradiției locale, de la masa prestolului, îi marca poziționarea. Ușile împărătești, împodobite de „popa Simion Zugrav” din Pitești în anul 1777, și câteva icoane valoroase, purtând semnătura lui „Vasile Theodorovici, malăr, 1828”, au fost transferate la noul edificiu de zid, registrul prăznicarelor fusese mutat la Galați, iar friza profeților și cea a apostolilor la Șerel. În contextul marilor tulburări confesionale de la începutul secolului al XVIII-lea, dată fiind opoziția preoțimii hațegane față de unirea cu Biserica Romei, trebuie să fi apărut și celălalt lăcaș de cult, tot din lemn, aparținător obștii ortodoxe a târgului. Într-adevăr, pe harta iosefină, în partea centrală a localității, este menționat încă un edificiu, din păcate, nu se poate preciza dacă este înaintașul bisericii ortodoxe actuale sau al celei reformate. În tabelele conscripțiilor epocii moderne, aceste lăcașuri de cult apar deja bine individualizate, anume unite în anii 1733 și 1750 și separate confesional la 1761-1762; între anii 1782 și 1795, cea unită a revenit „greco-răsăritenilor”.
Continuatoarele acestora au fost două edificii de zid, situate, la mică distanță una de cealaltă, în apropierea pieței centrale a Hațegului. Prima în ordine cronologică este biserica „Sfântul Ierarh Nicolae”, înscrisă pe lista monumentelor istorice românești (HD-II-m-B-03327). Lăcașul, renovat în anii 1980 - 1982 după o inscripție pe zidul exterior al altarului în dreapta porții de intrare - și 1990-1991, este compus dintr-un altar semicircular nedecroșat, o navă dreptunghiulară spațioasă, compartimentată în naos și pronaos, și un turn clopotniță zvelt, cu fleșă ascuțită. Biserica a fost construită între anii 1821 și 1828, în timpul păstoririi preotului Ioan Maximilian, cu sprijinul a doi căpitani sârbi de la Regimentul grăniceresc din Hațeg, deservind până în prezent, fără întrerupere, obștea ortodoxă a orașului, conscripția din anii 1829-1831 o menționează ca atare. Lăcașul, renovat ultima oară în 1998, este acoperit integral cu tablă. Decorul iconografic inițial, executat în 1928 de Ilie Chidu din Sibiu, a fost reînnoit în 1980 de pictorul Petru Iacobescu din Timișoara, restaurarea frescei s-a făcut în anii 1994-1995.

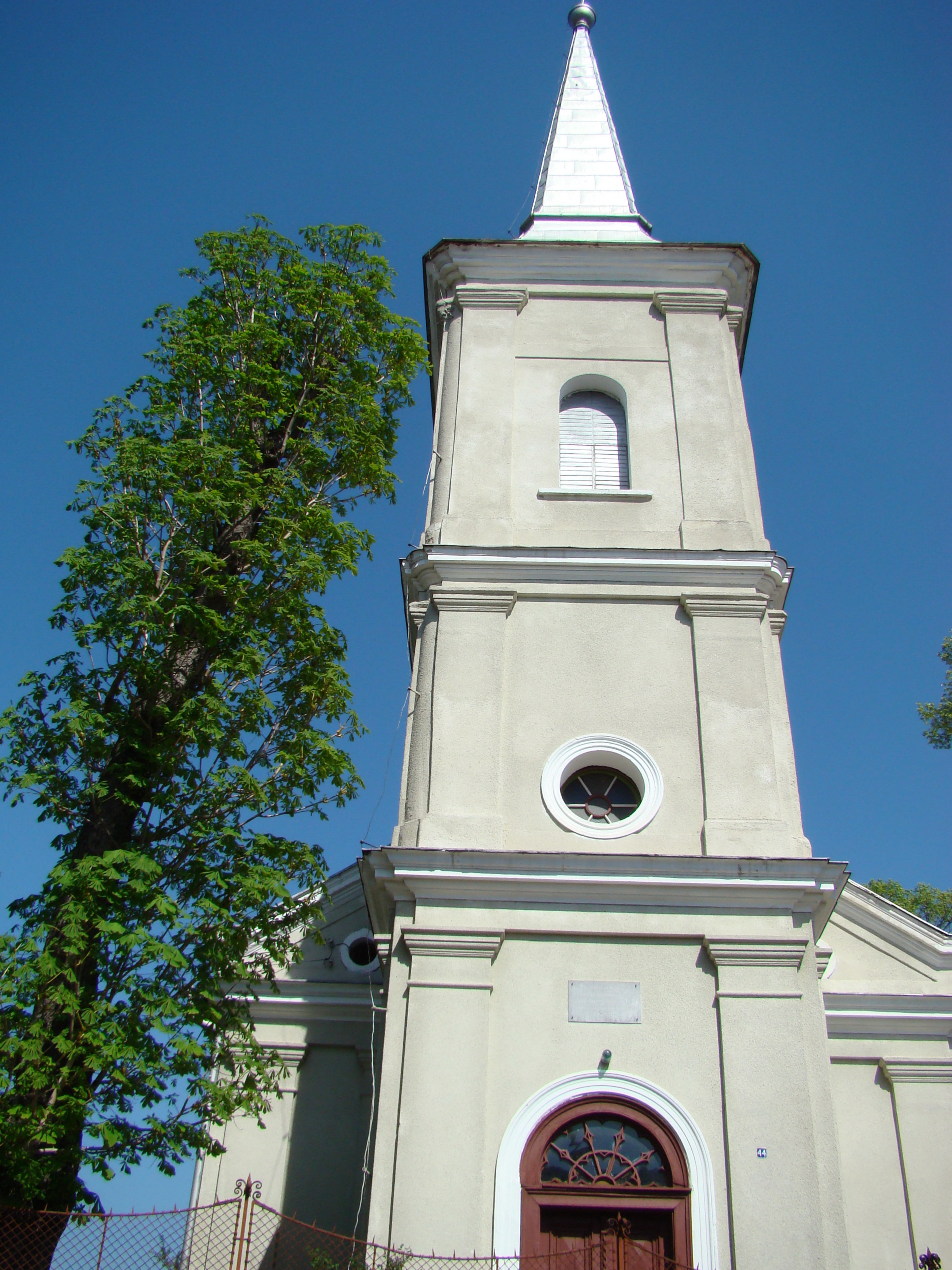
Biserica reformată

Celălalt lăcaș de cult, cu hramul „Sfânta Treime”, a fost construit între anii 1824-1829, în timpul păstoririi vicarului unit Iovian Nobili, cu sprijinul financiar al episcopului Ioan Bob al Blajului; târnosirea s-a făcut în 1834, iar resfințirea în 1970. Pereții edificiului înscriu planul dreptunghiular, cu absida semicirculară nedecroșată. Nava spațioasă, supraînălțată printr-o clopotniță scundă, cu un coif de factură barocă, este precedată de un pridvor închis de zid, cu două turnulețe, adosat în anul 1984; împodobită mural în tehnica „tempera” în 1986, tinda a fost repictată în anul 2007 de Camelia Cibian și Antonie Susan din Deva. În anul 1901, tabla a luat locul șiței clasice; tot atunci, pereții exteriori au fost văruiți, iar cei interiori acoperiți cu un bogat decor iconografic, reînnoit, în tehnica „frescă” în 1970, de pictorul Constantin Mihăiescu. Lăcașul este menționat, ca unit, în tabelele conscripției din anii 1829-1831. Reînființată după 1989, parohia greco-catolică actuală este deservită liturgic de biserica „Sfântul Ierarh Nicolae” construită în anul 2002.
Credincioșii romano-catolici au la dispoziție biserica cu hramul „Nașterea Sfântului Ioan Botezătorul"; a fost construită în anul 1745 și renovată în anul 1893 de către baronul Franz Nopcsa, care este înmormântat în una din criptele bisericii. Etnicii maghiari de confesiune reformată folosesc o altă biserică trecută pe lista monumentelor istorice (HD-II-m-B-03329). Doar la nivelul secolului al XVII-lea există date despre preoții reformați de la Hațeg. În același timp, istoria bisericii în sine (lăcașului) a rămas ascunsă. Abia în anul 1767, se poate înregistra un document care localizează precis biserica reformată în topografia târgului. Ni se scrie acolo că ea era amplasată pe platea Futo utza, fine septentrionalis (pe ulița „Futo” = „Alergătoare”, la capătul nordic). Din acel moment datele devin ceva mai numeroase. Important este faptul că o refacere de la sfârșitul secolului al XIX-lea a păstrat un plan-releveu (datat 1893). De acolo se poate înțelege că nava (16,80 x 10,50 m) și-a conservat cel puțin fundațiile. Turnul-clopotniță ar putea fi și el suspectat de moșteniri medievale, nu însă și zona corului (altarului), care a fost radical refăcut, în funcție de noile necesități ale cultului reformat. Cu prilejul șantierului din secolul al XIX-lea a fost instalată o placă pe turnul-clopotniță care afirmă datarea bisericii în secolul al XIV-lea. În volumul 1 al Enciclopediei României interbelice a lui D. Gusti este notat la capitolul Istoria României că în biserica maghiară reformată a fost instituită, în sec. XVI, în Hațeg - ca în alte orașe din Transilvania - o școală pe lângă biserică, încă catolică ori deja reformată, în clădirea bisericii or undeva pe raza triunghiului celor două actuale case parohiale cu Grădinița de Copii de pe strada Bisericilor.

## Demografie
Componența etnică a orașului Hațeg
     Români (90,88%)
     Alte etnii (1,51%)
     Necunoscută (7,61%)
Componența confesională a orașului Hațeg
     Ortodocși (73,99%)
     Baptiști (7,43%)
     Penticostali (5,21%)
     Greco-catolici (1,63%)
     Romano-catolici (1,31%)
     Alte religii (1,96%)
     Necunoscută (8,48%)
Conform recensământului efectuat în 2021, populația orașului Hațeg se ridică la 8.793 de locuitori, în scădere față de recensământul anterior din 2011, când fuseseră înregistrați 9.685 de locuitori. Majoritatea locuitorilor sunt români (90,88%), iar pentru 7,61% nu se cunoaște apartenența etnică. Din punct de vedere confesional, majoritatea locuitorilor sunt ortodocși (73,99%), cu minorități de baptiști (7,43%), penticostali (5,21%), greco-catolici (1,63%) și romano-catolici (1,31%), iar pentru 8,48% nu se cunoaște apartenența confesională.
0200040006000800010.00012.00019121948196619922011populațiePopulația istorică din Hațeg
Date: Recensăminte sau birourile de statistică - grafică realizată de Wikipedia

## Politică și administrație
Orașul Hațeg este administrat de un primar și un consiliu local compus din 17 consilieri. Primarul, Adrian-Emilian Pușcaș[*], de la Partidul Național Liberal, este în funcție din octombrie 2020. Începând cu alegerile locale din 2024, consiliul local are următoarea componență pe partide politice:
|  | Partid                          | Consilieri | Componența Consiliului | Componența Consiliului | Componența Consiliului | Componența Consiliului | Componența Consiliului | Componența Consiliului |
|  | ------------------------------- | ---------- | ---------------------- | ---------------------- | ---------------------- | ---------------------- | ---------------------- | ---------------------- |
|  | Partidul Social Democrat        | 6          |                        |                        |                        |                        |                        |                        |
|  | Partidul Național Liberal       | 5          |                        |                        |                        |                        |                        |                        |
|  | Alianța pentru Unirea Românilor | 3          |                        |                        |                        |                        |                        |                        |
|  | Partidul Mișcarea Populară      | 3          |                        |                        |                        |                        |                        |                        |

Hațeg se află în jurisdicția Regionalei Drumuri și Poduri Timișoara (European 79 & DN 68). Agenția Națională de Administrare Fiscală Hațeg se află sub autoritatea recunoscută pentru Direcția Generală Regională a Finanțelor Publice Timișoara. Localitatea Hațeg se află la 7 km de stația Subcetate plasată pe magistrala custodiată sub jurisdicția Regionalei de Căi Ferate Timișoara. Fondurile europene privitoare la Hațeg sunt accesate prin proiecte validate sub autoritatea Agenției pentru Dezvoltare Regională Vest, cu sediul oficial în Timișoara. Ocolul Silvic Hațeg (Munții Retezat) se află în jurisdicția recunoscută pentru Garda Forestieră Timișoara. Oficiul Poștal HAȚEG funcționează sub autoritatea  Direcției Regionale de Poștă Timișoara. Televiziunea regională, pentru Hațeg, este TVR - Timișoara.

## Personalități născute aici
- Ioan Para (1744 - 1809), vicar unit al Năsăudului, una din figurile de seamă ale intelectualității române transilvănene din secolul al XVIII-lea, coautor al petiției Supplex Libellus Valachorum;
- Virgil Popoviciu (1865 - 1943), deputat în Marea Adunare Națională de la Alba Iulia 1918;
- Ioan Doboiu (1877 - 1950),  deputat în Marea Adunare Națională de la Alba Iulia 1918
- Nicolae Vasiu (1880 - 1920), delegat în Marea Adunare Națională de la Alba Iulia 1918;
- Elena Lasconi (n. 1972), fostă jurnalistă, politiciană.

## Imagini

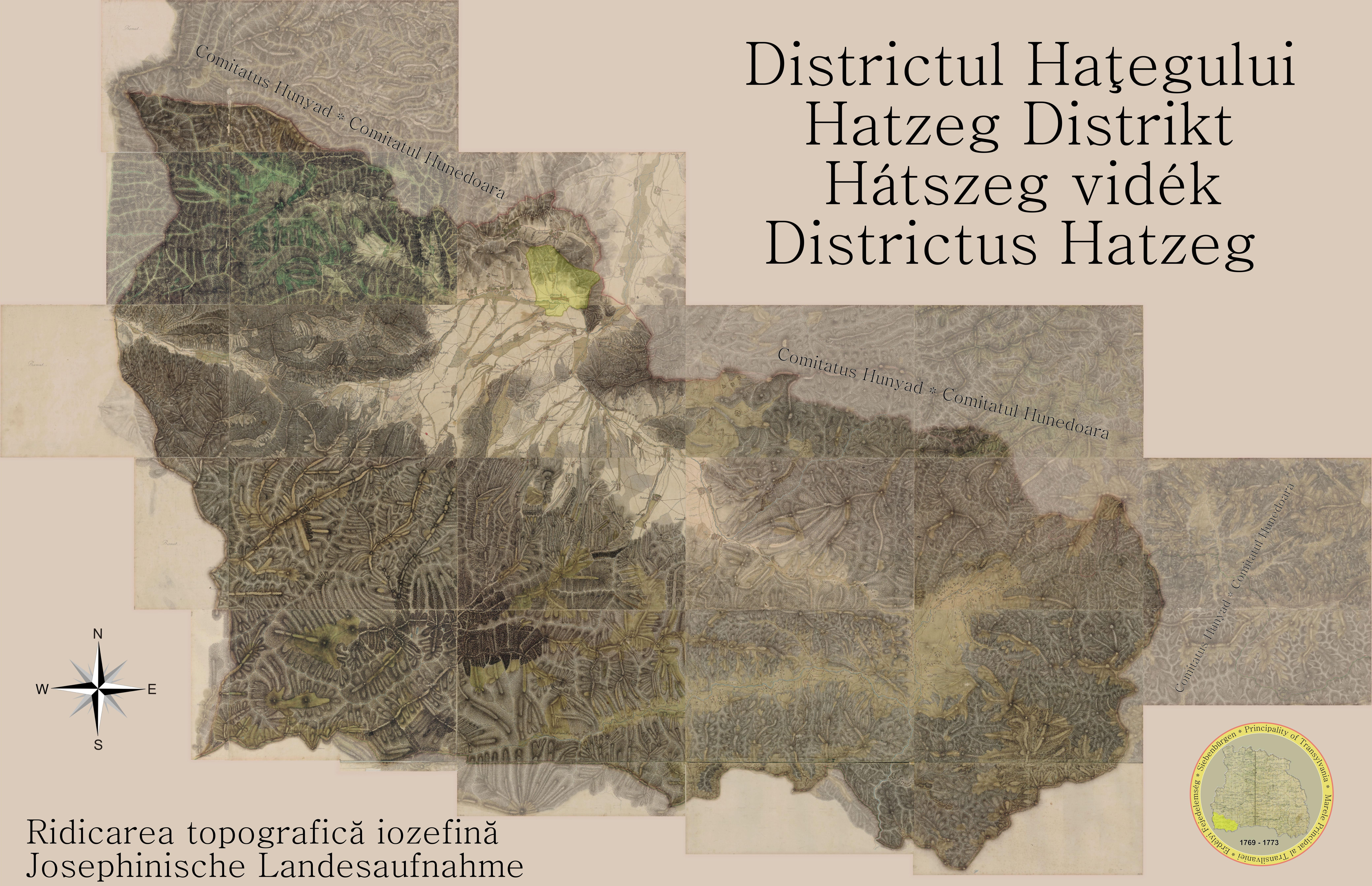
Districtul Hațegului pe Harta Iosefină a Transilvaniei, 1769-1773
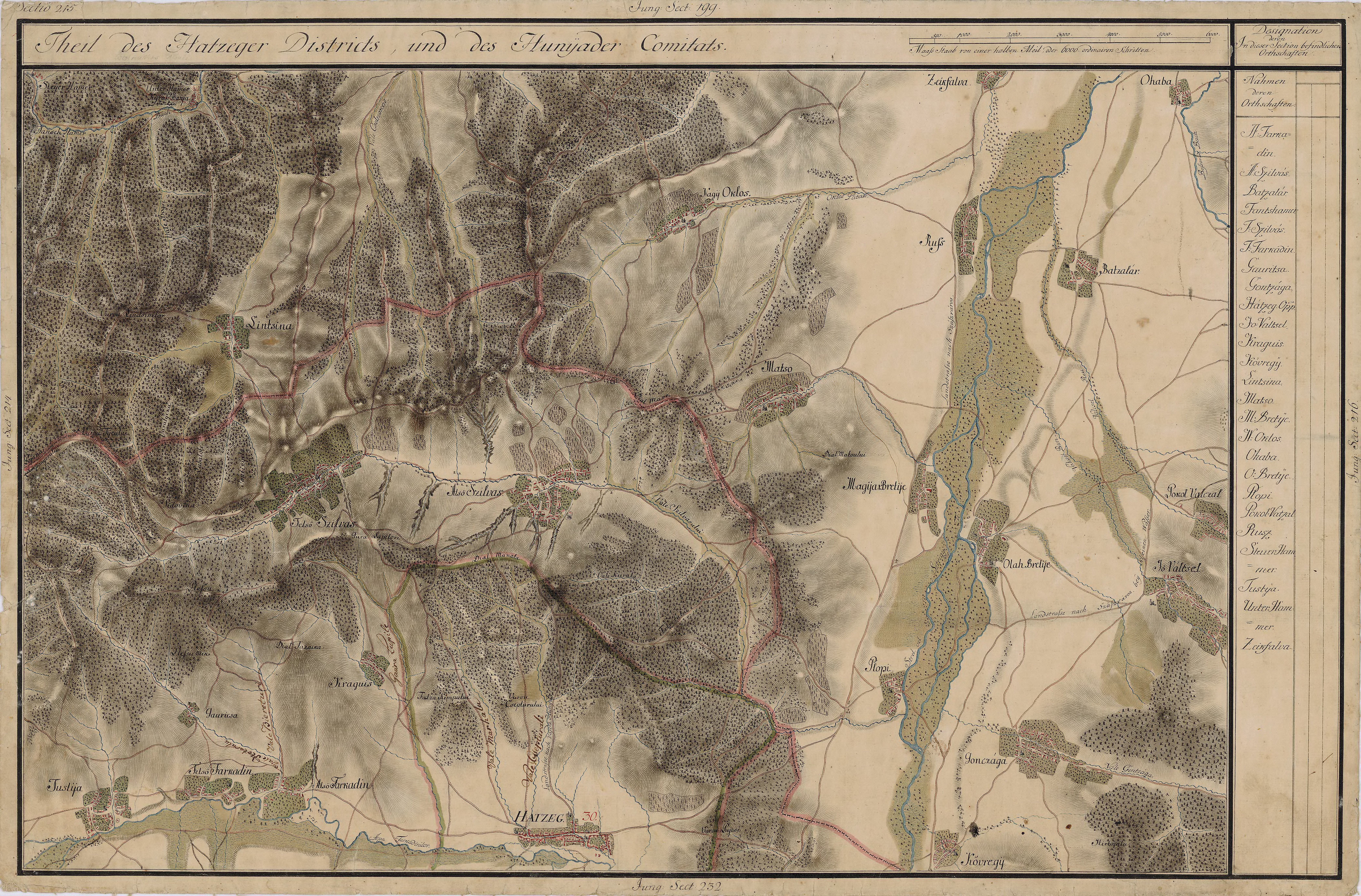
Hațeg pe Harta Iosefină a Transilvaniei, 1769-1773
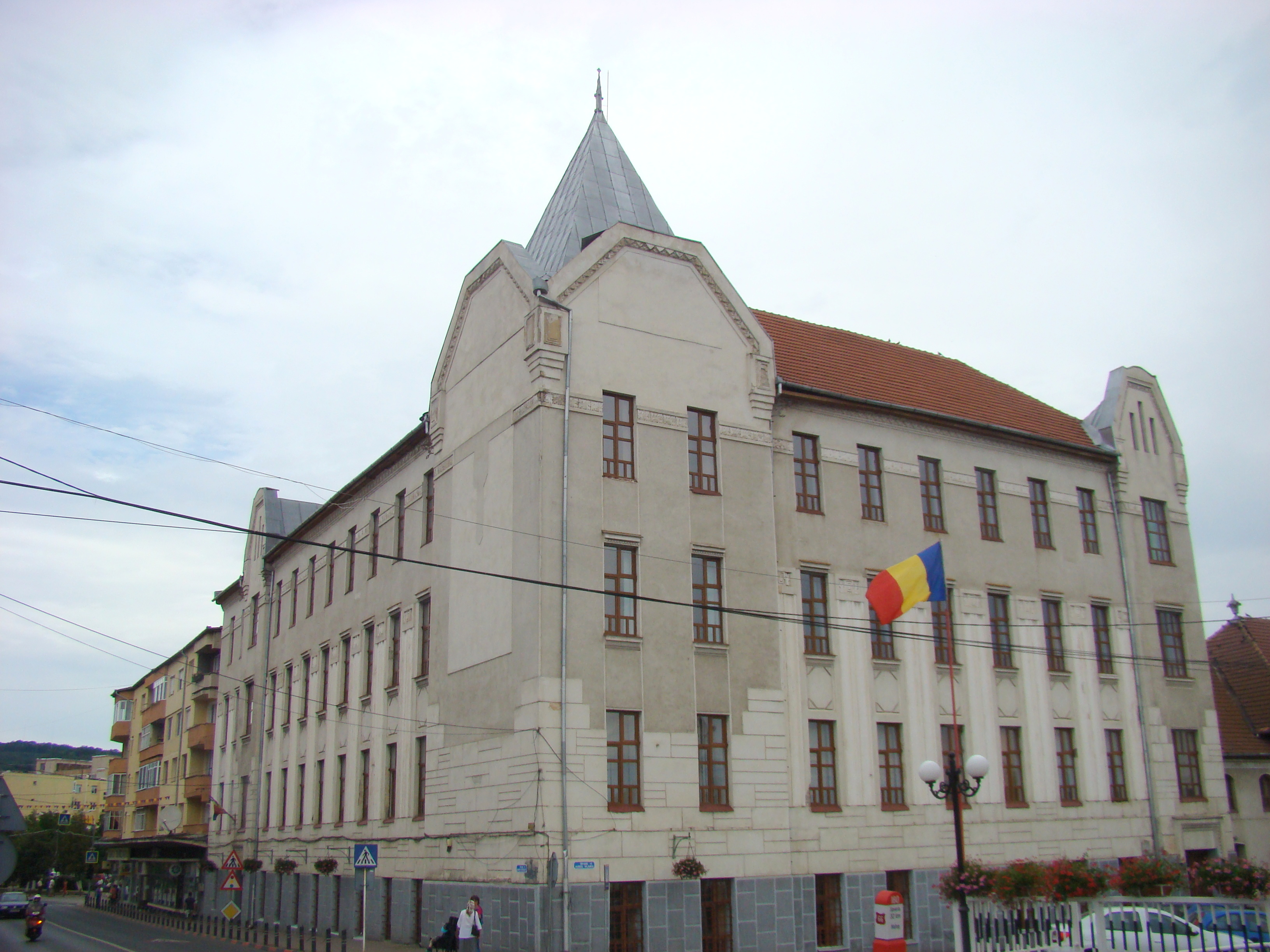
Colegiul Național „I.C. Brătianu” (monument istoric)
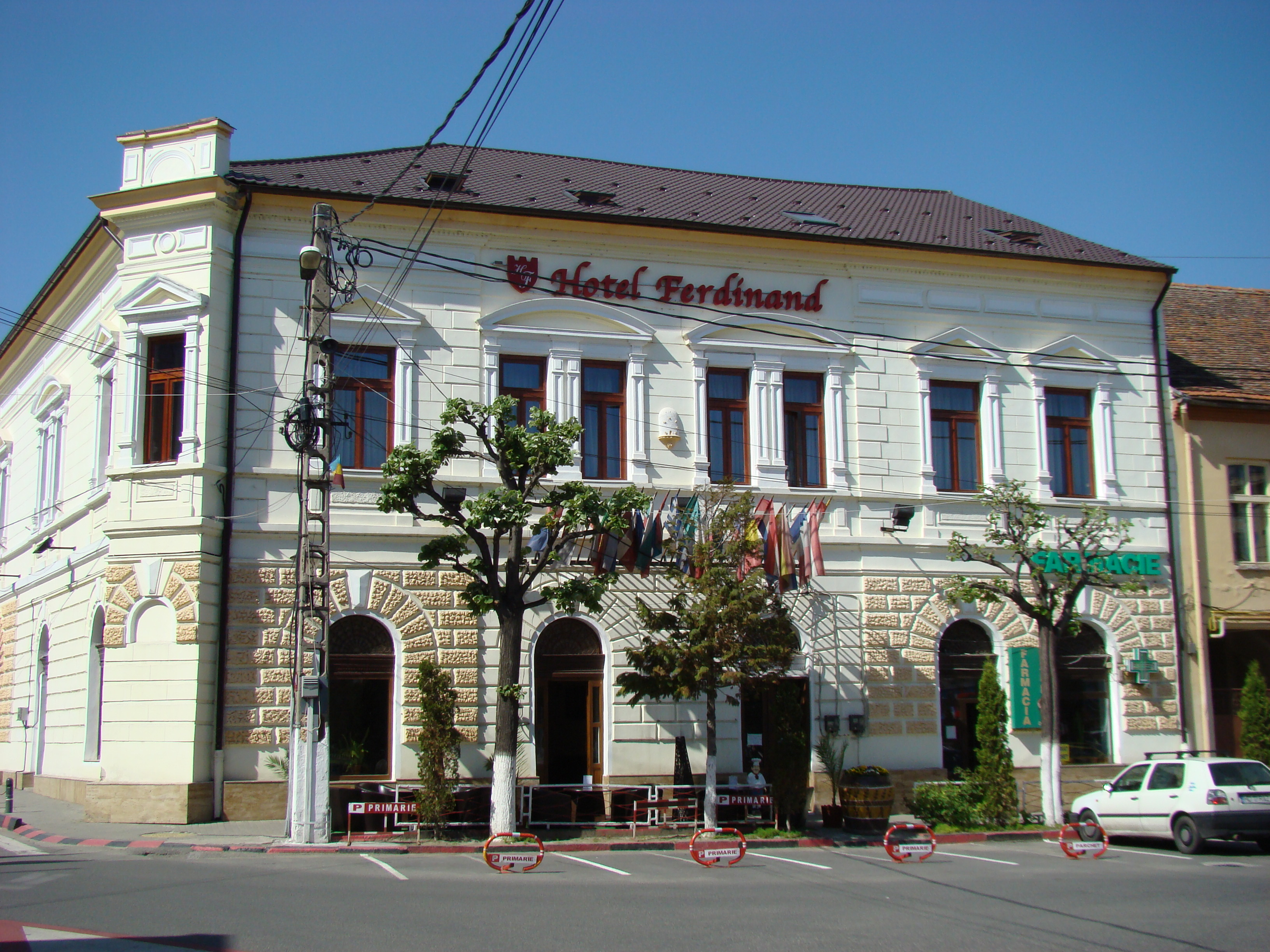
Hotel „Ferdinand” (monument istoric)
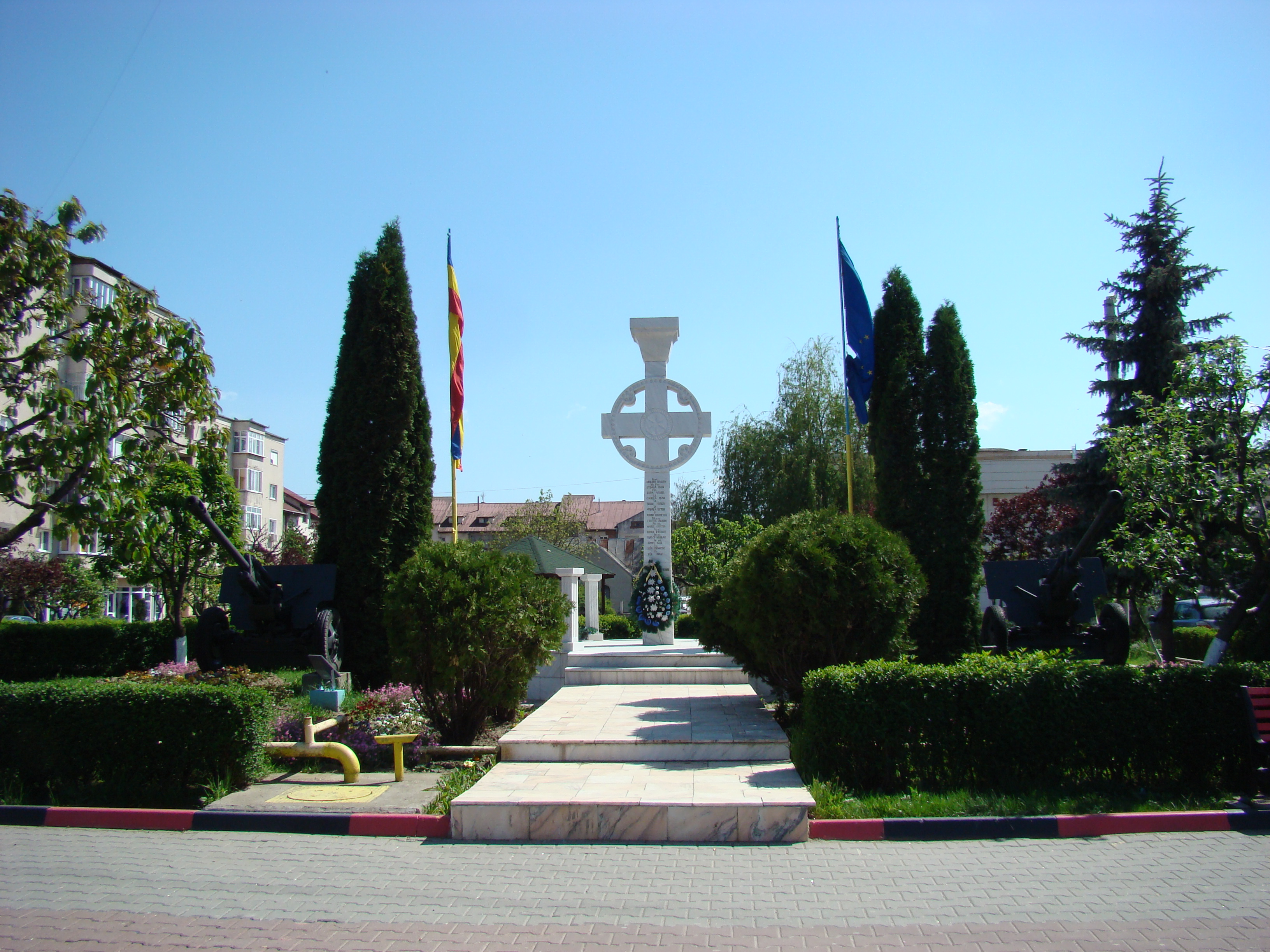
Monumentul Eroilor din Hațeg
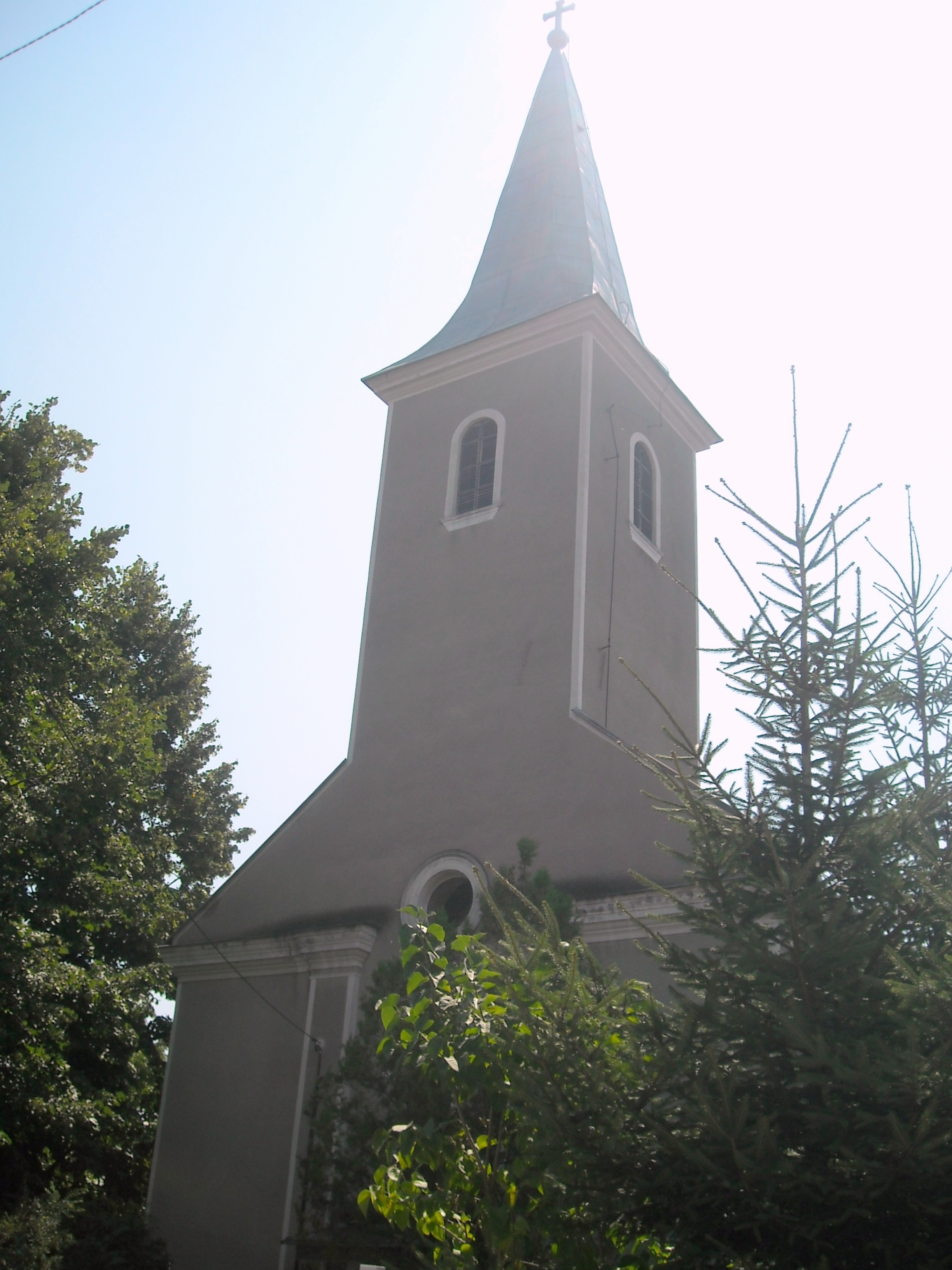
Biserica romano-catolică
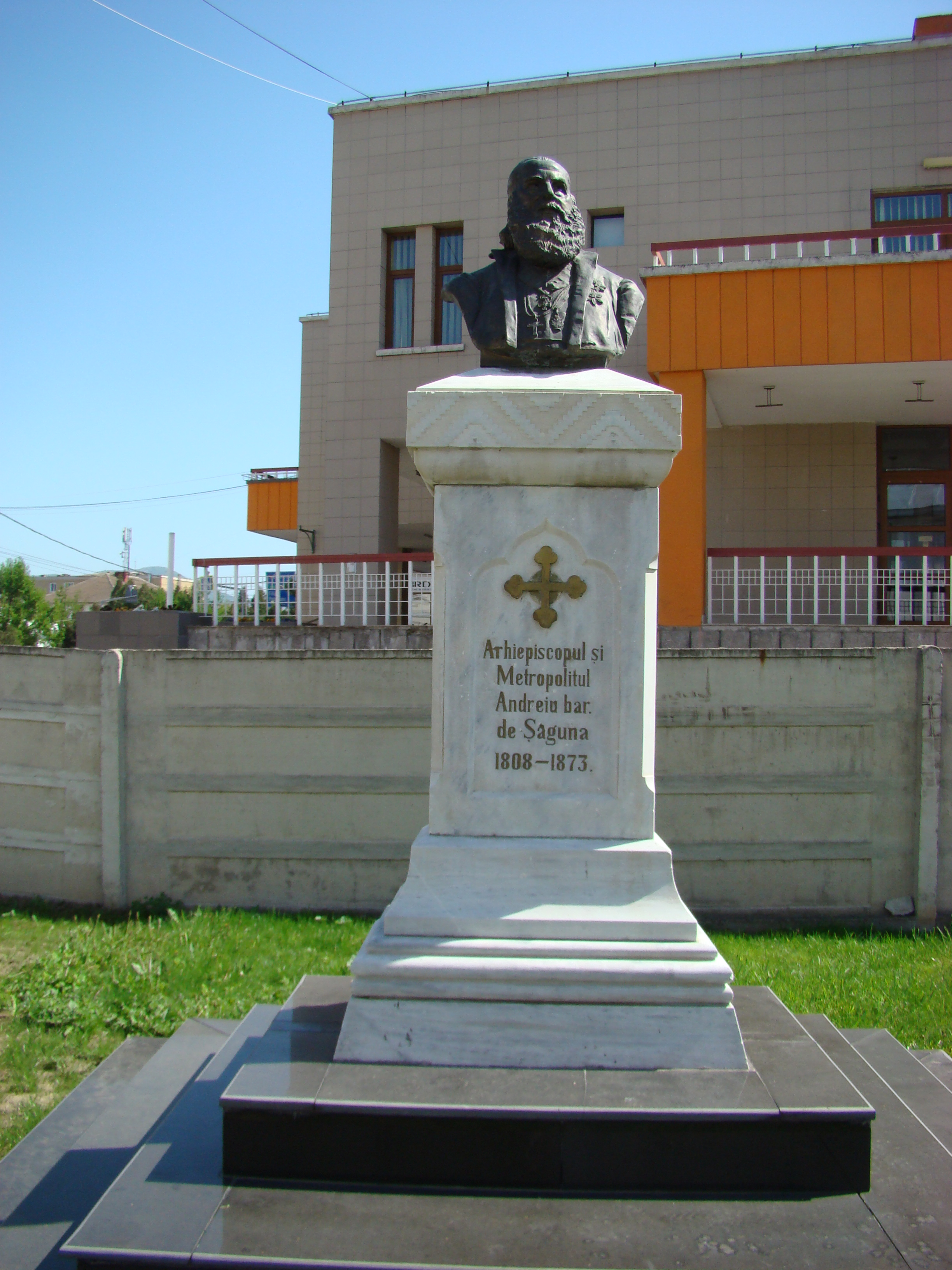
Bustul lui Andrei Șaguna
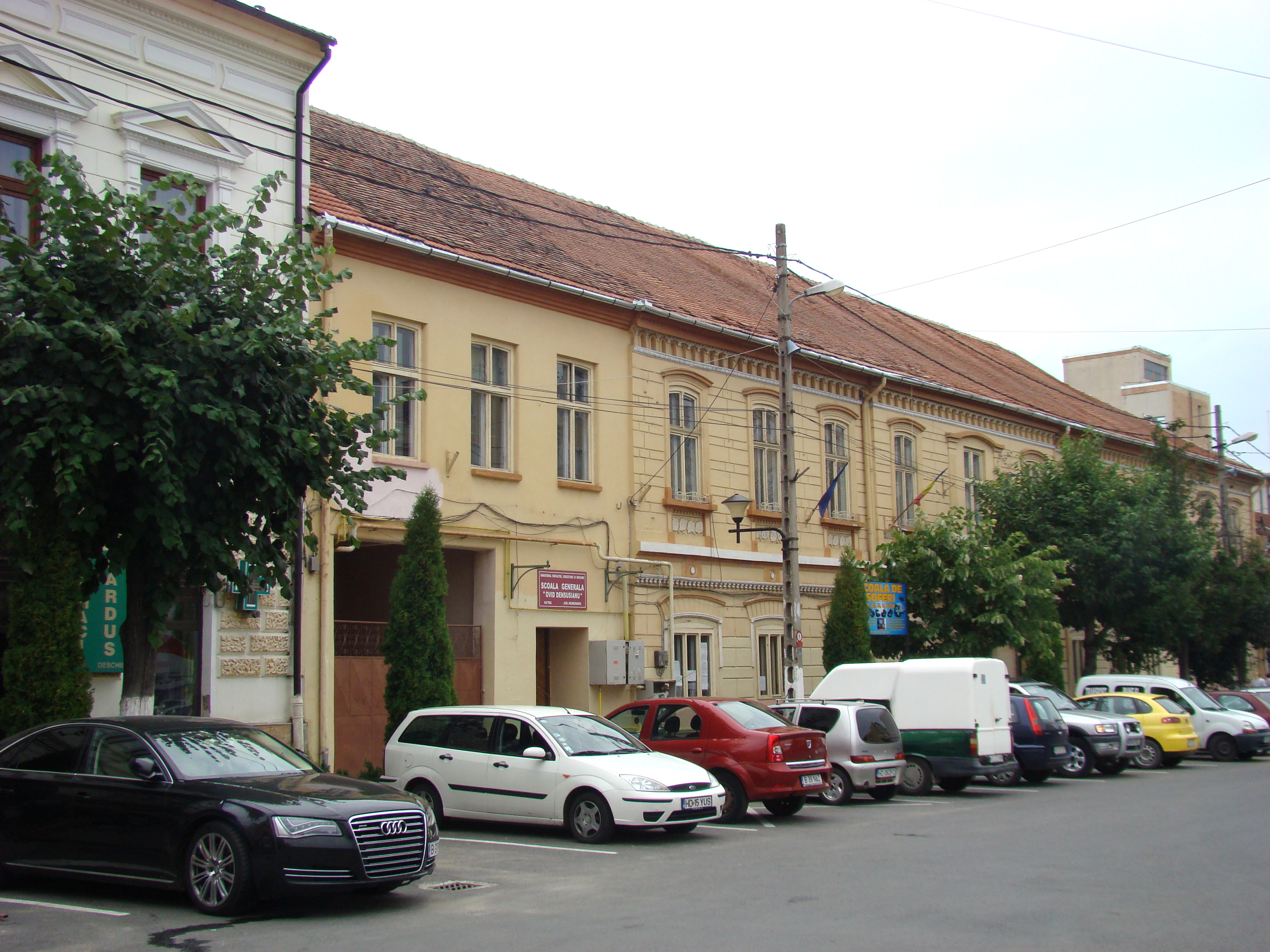
Școala generală „Ovid Densușianu” (monument istoric)
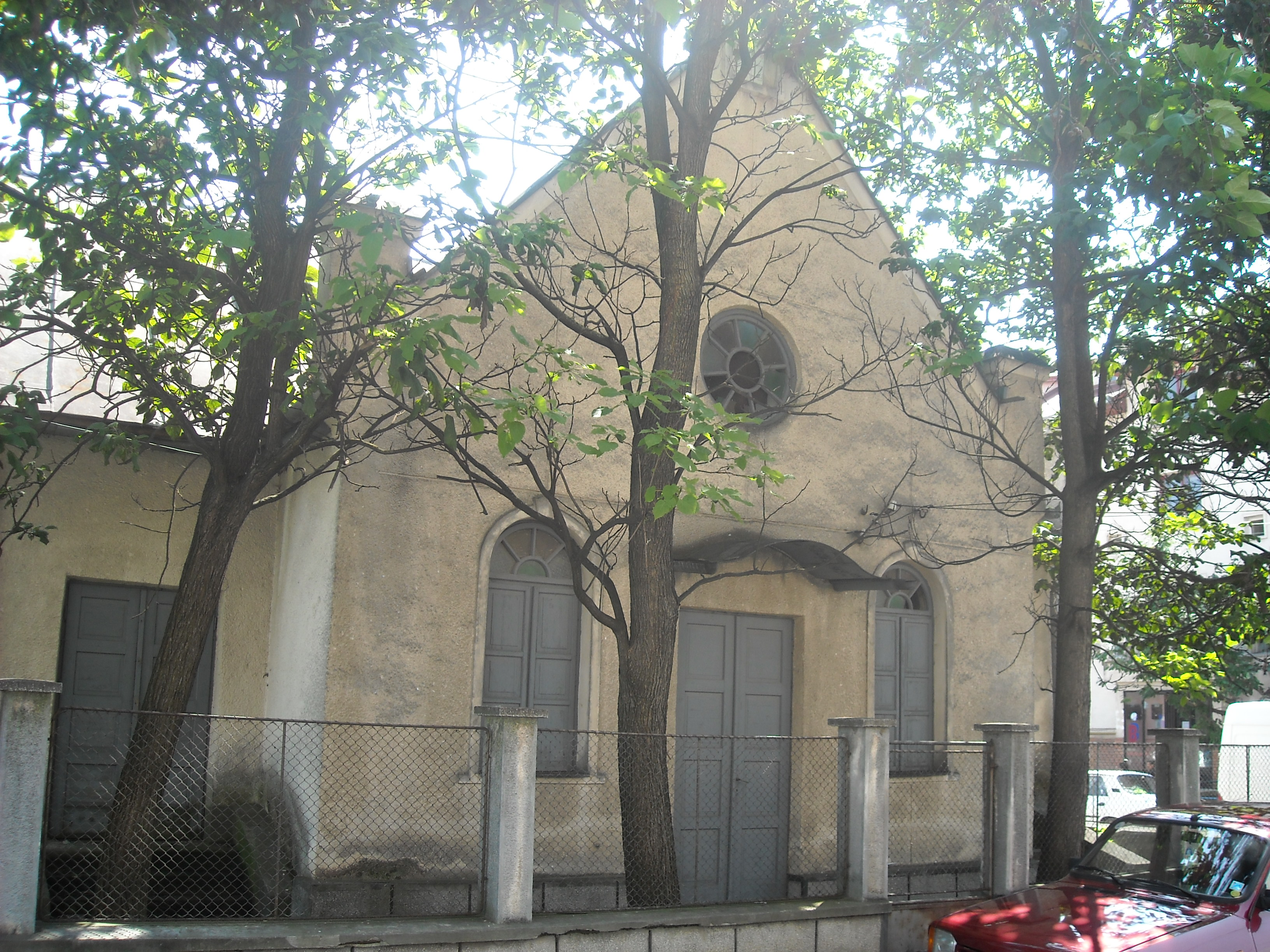
Sinagoga
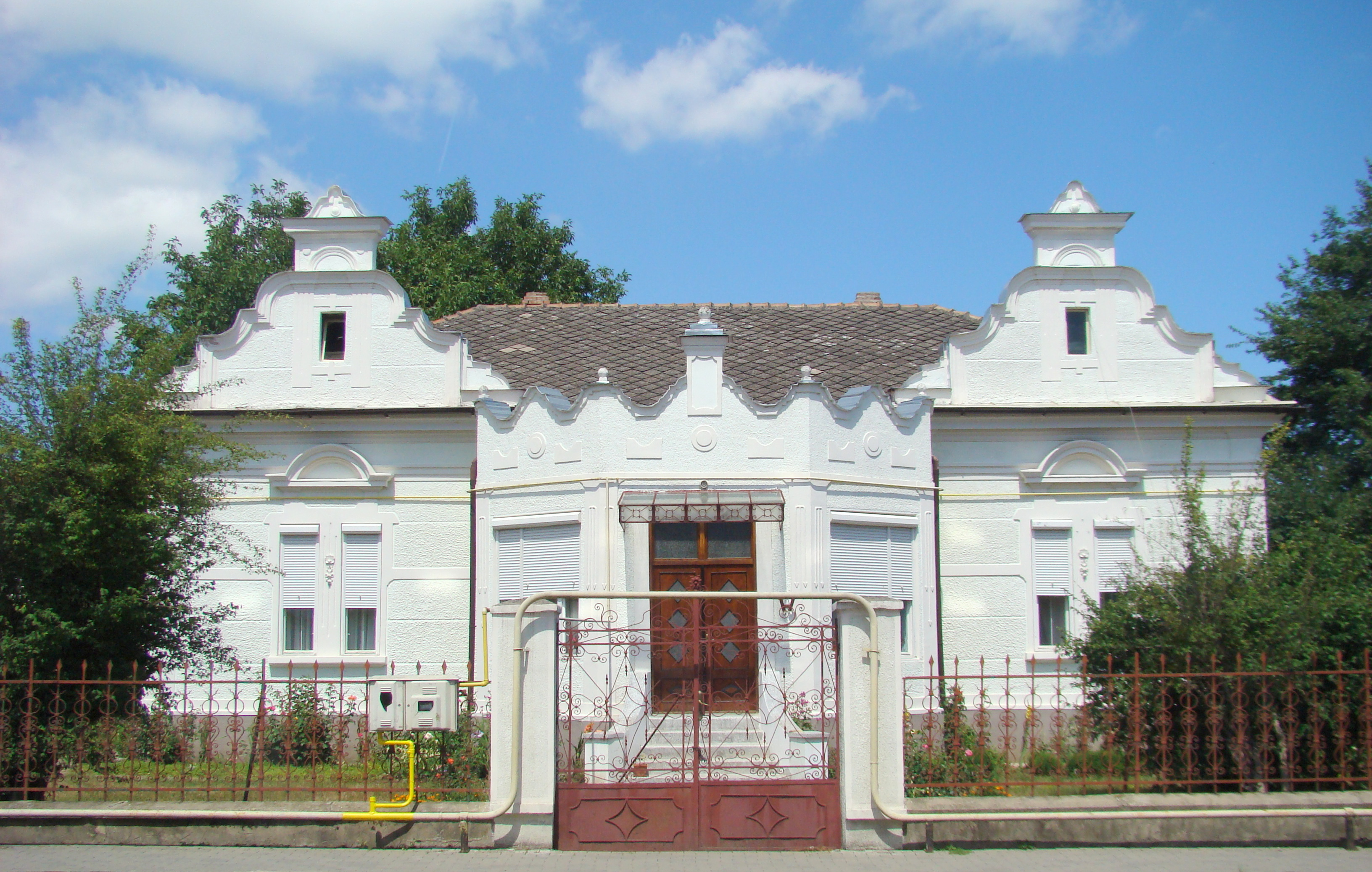
Casă-monument, str. Horea nr.18
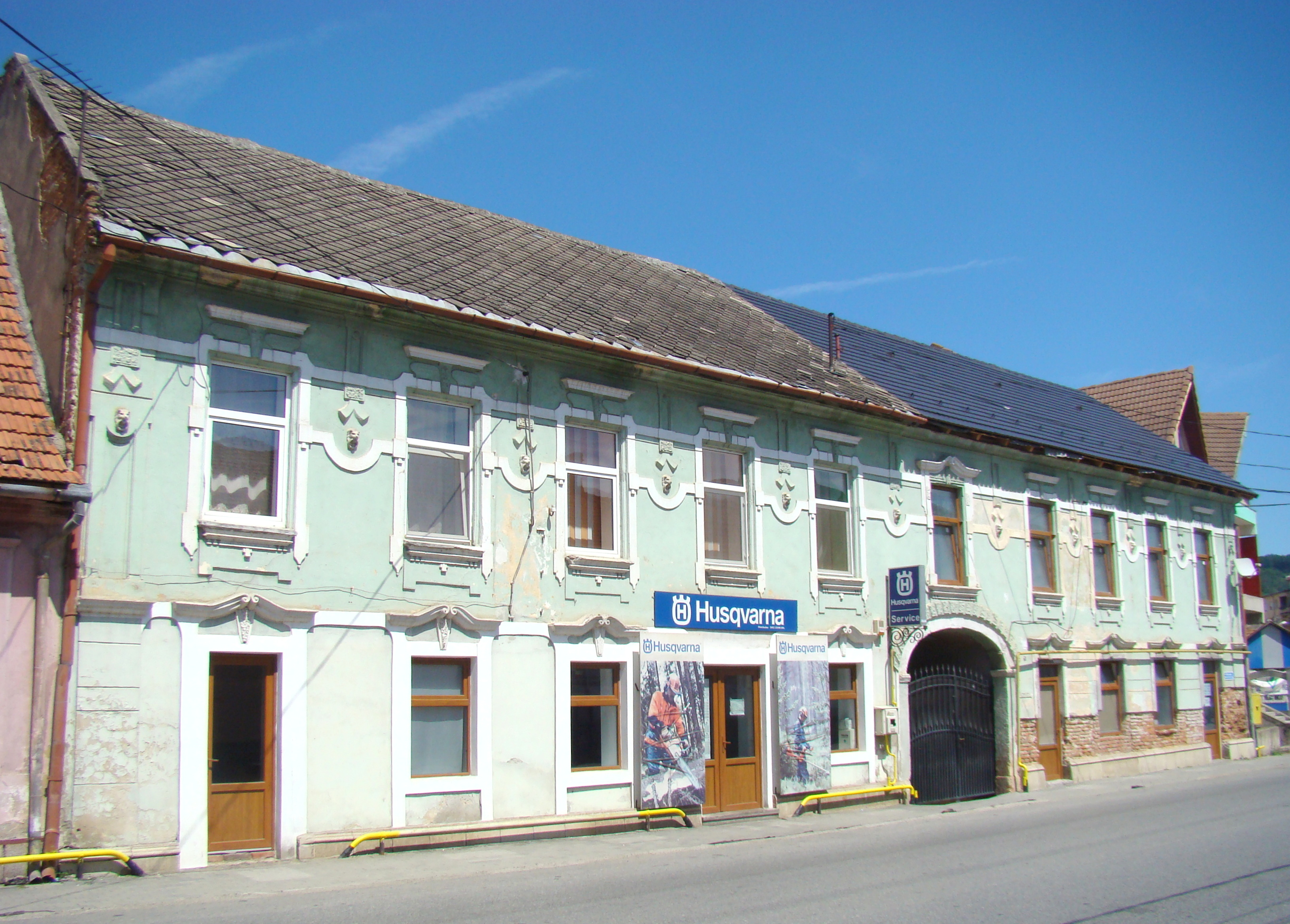
Casă-monument, str. Horea nr.6
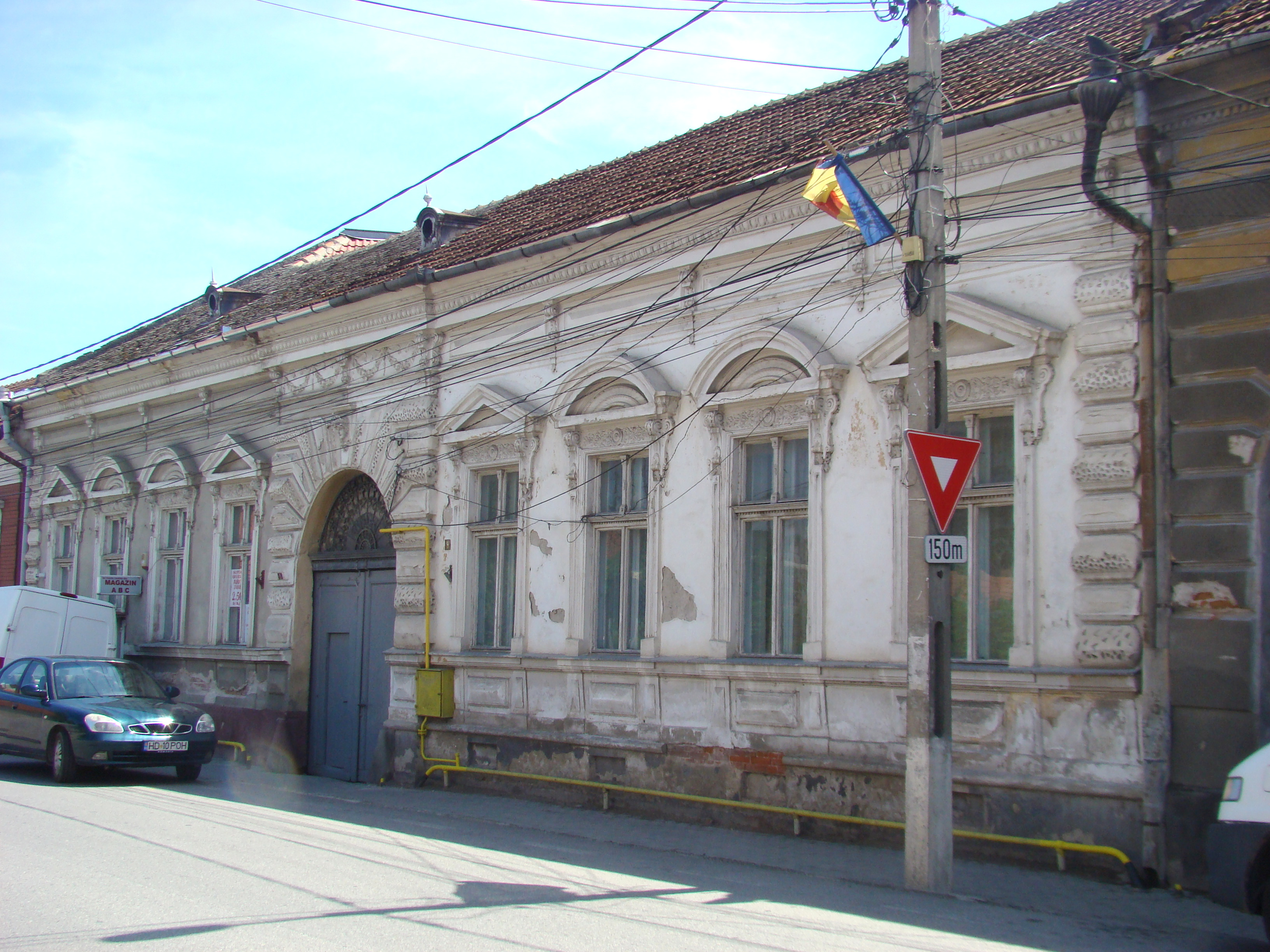
Casă-monument, str.Horea
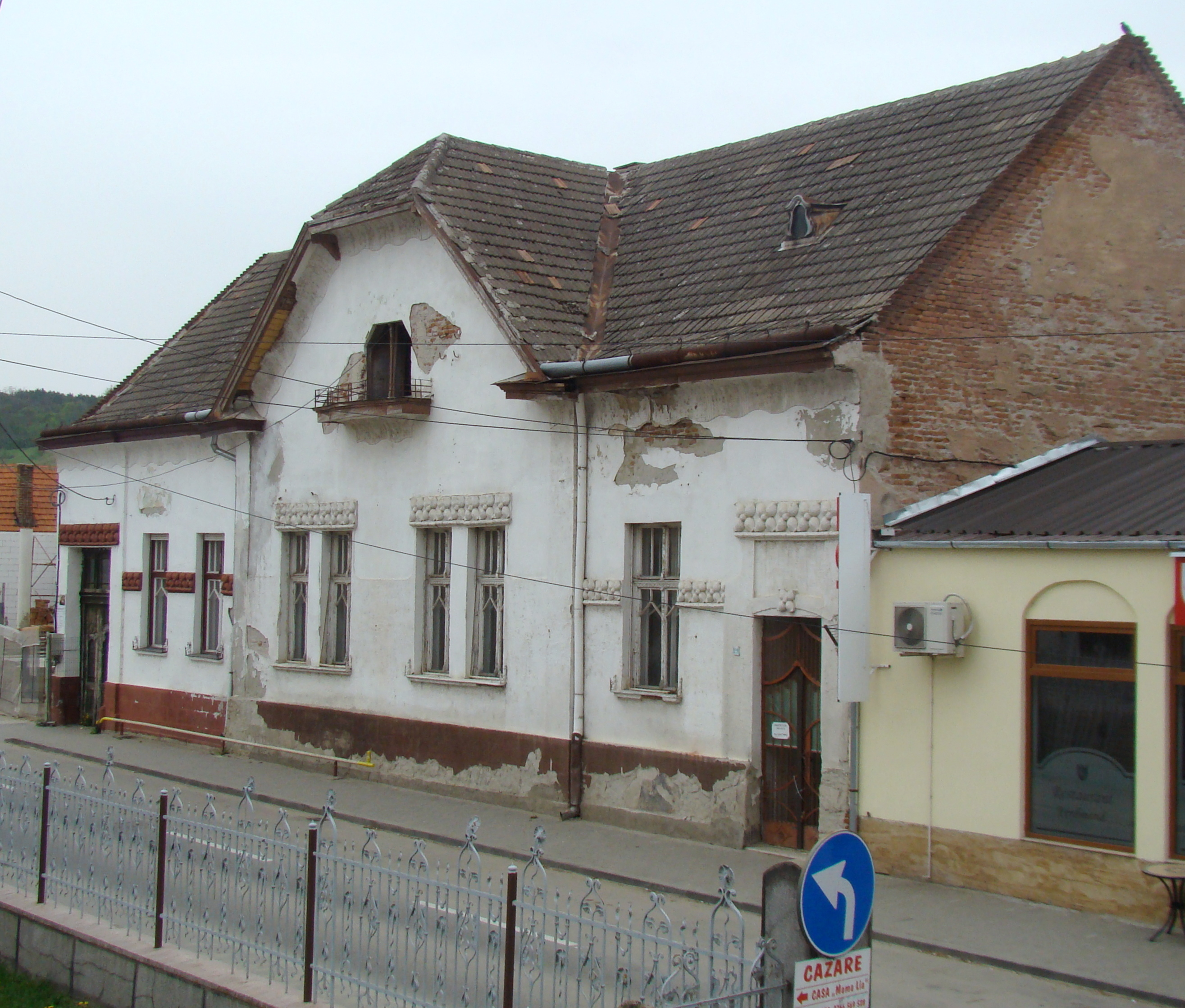
Casă-monument, str. Bisericilor
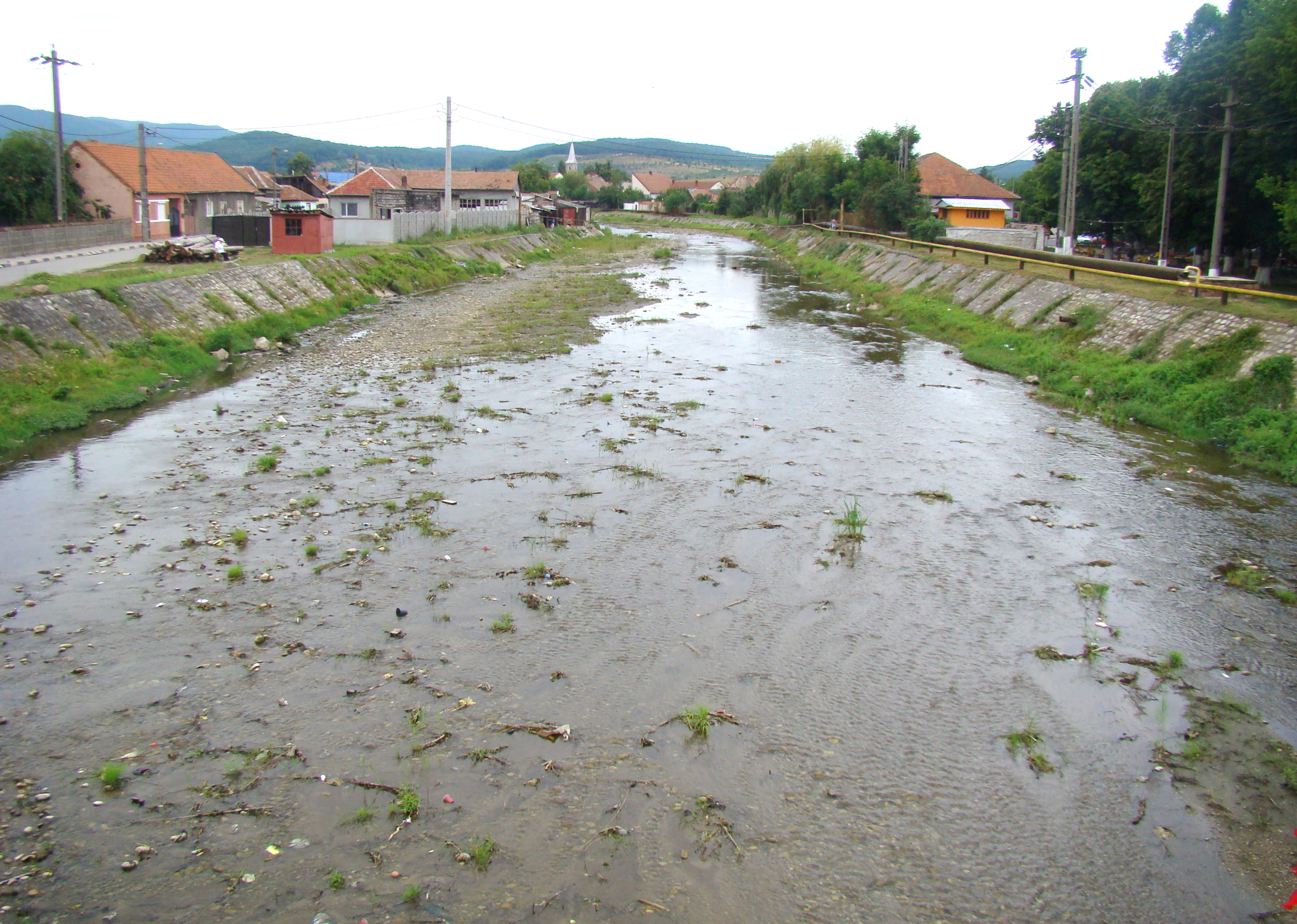
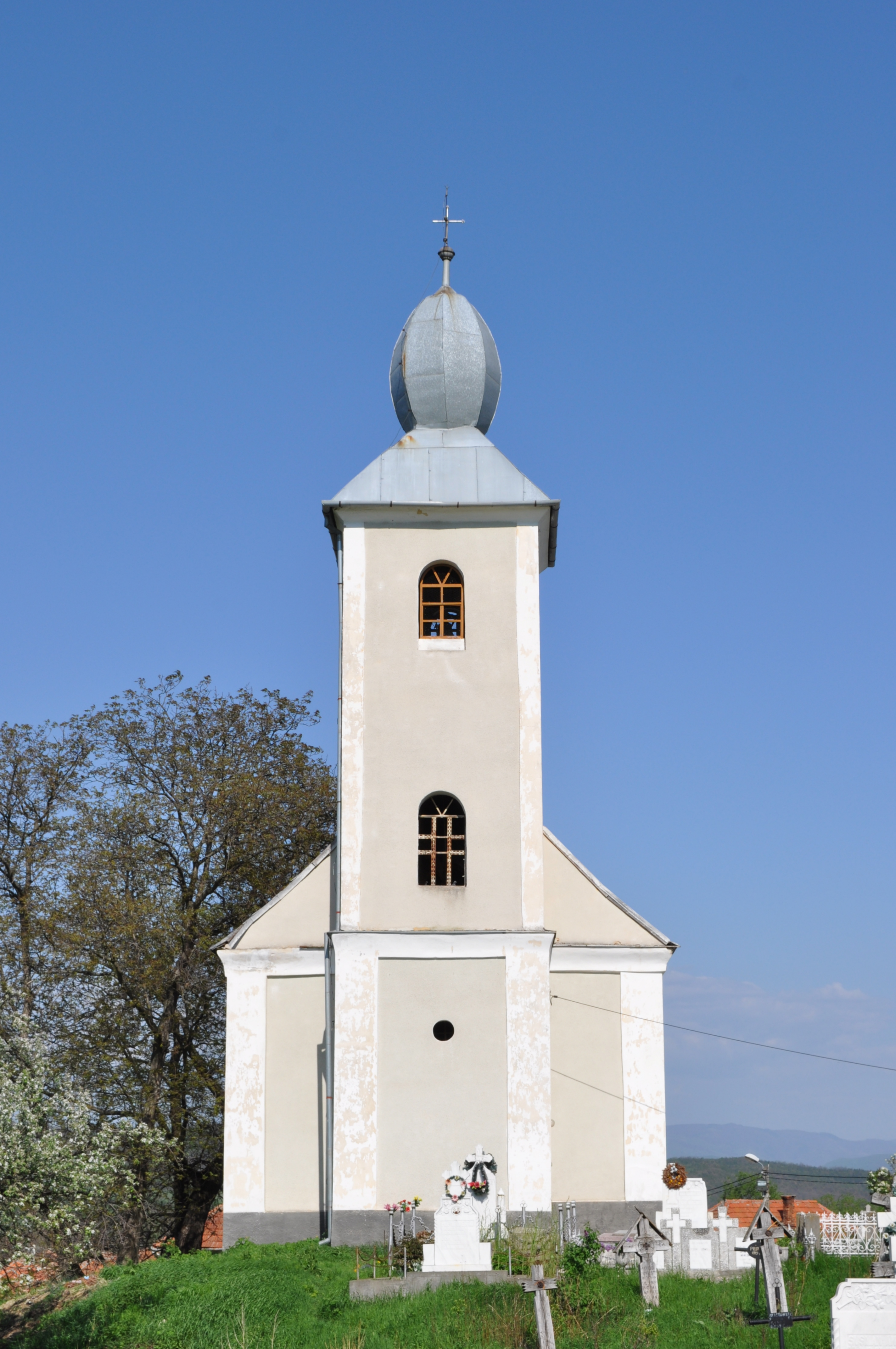
Biserica din Silvașu de Jos
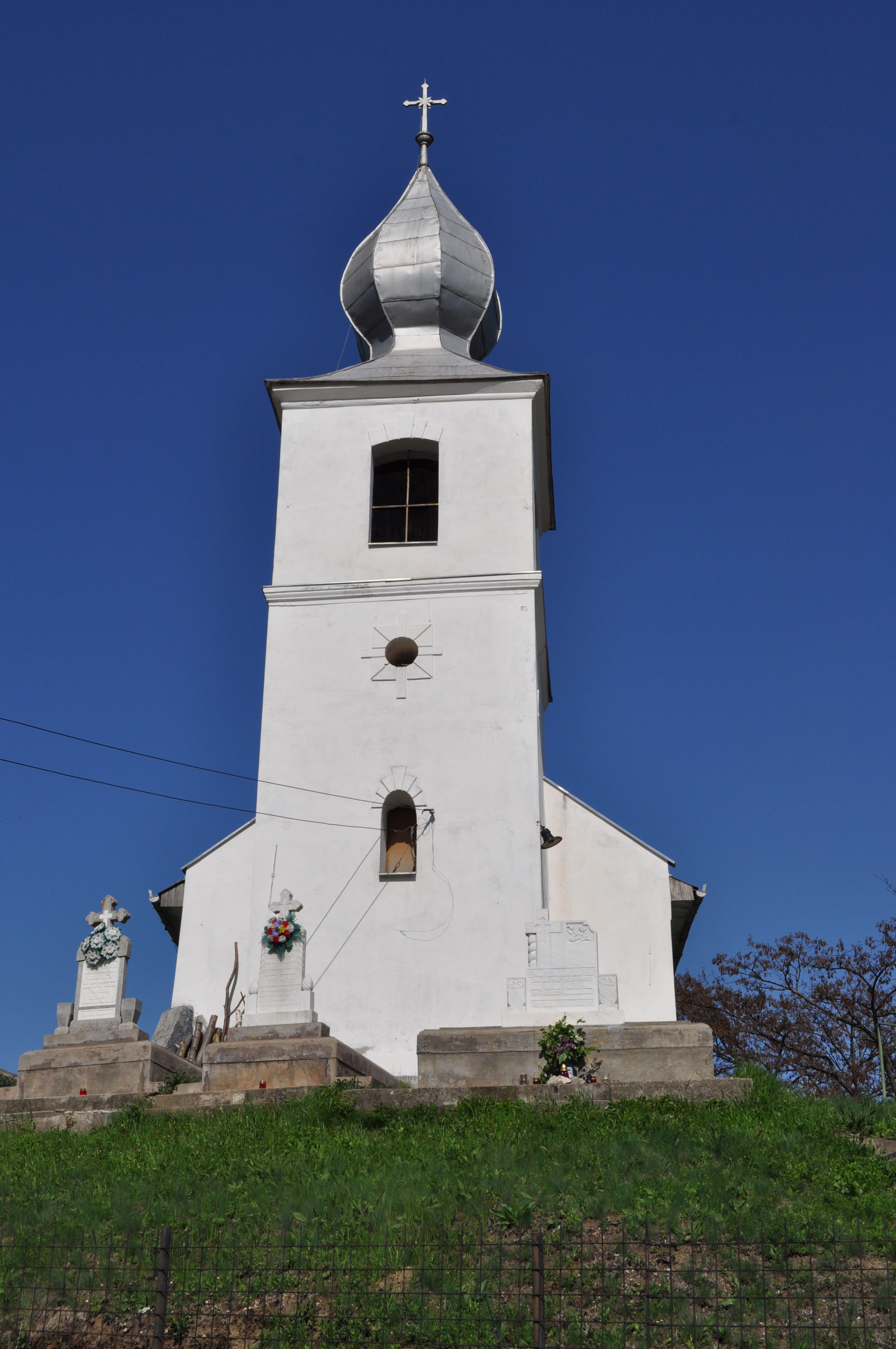
Biserica din Silvașu de Sus
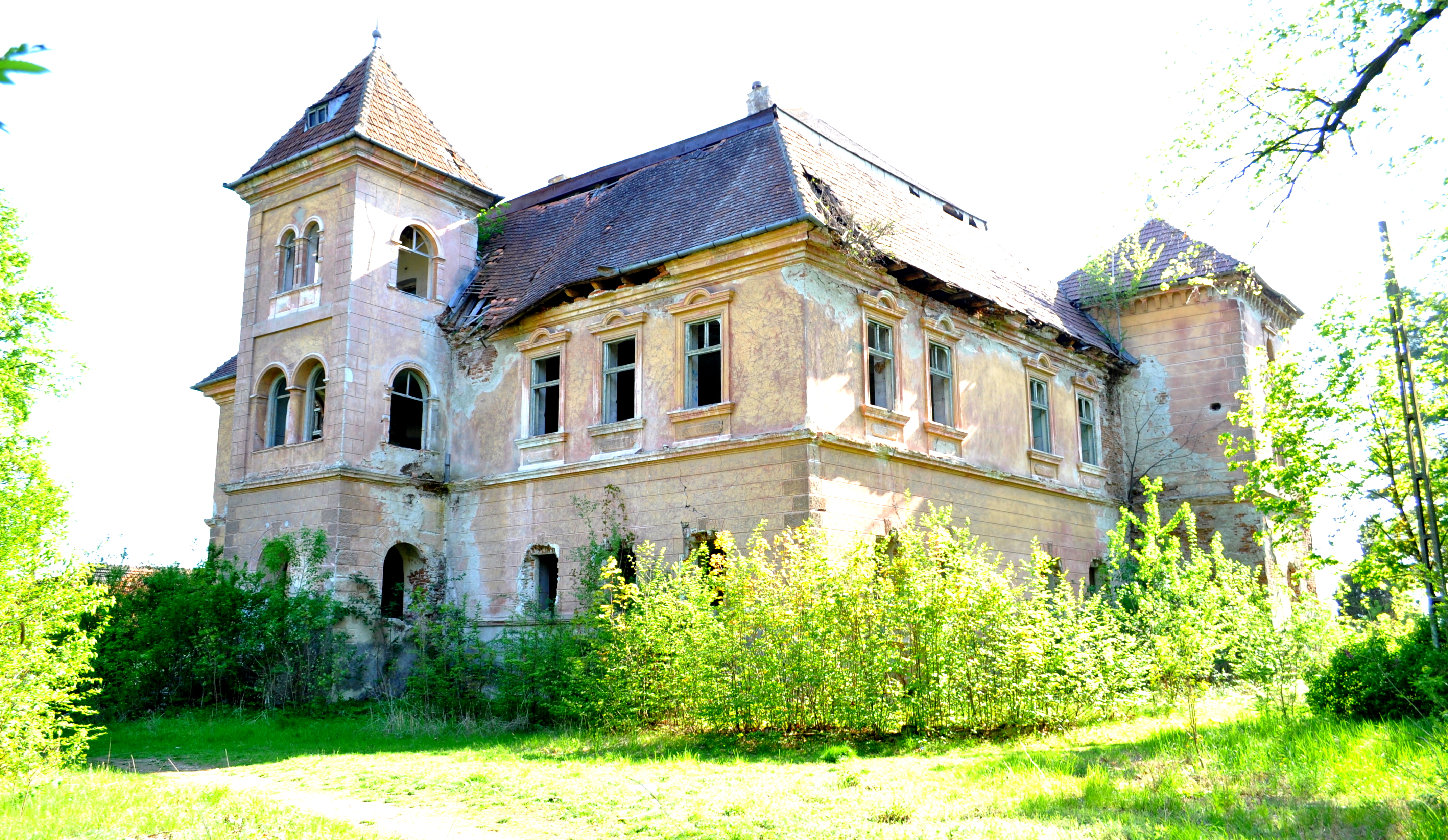
Castelul Nalatzi-Fay, localitate componentă Nălațvad
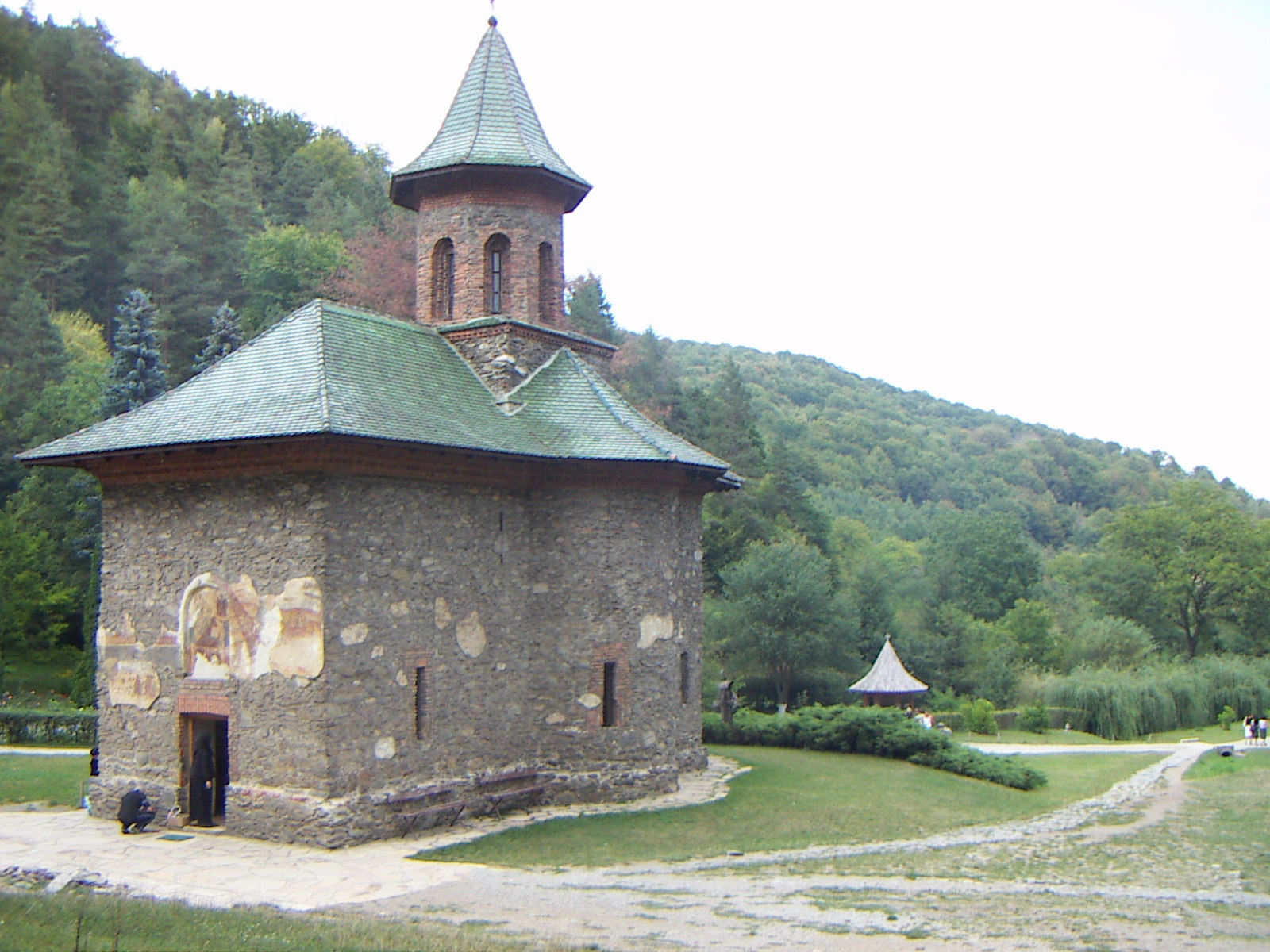
Biserica „Sf. Treime" a Mănăstirii Prislop

## Vezi și
- Castelul Nalatzi-Fay din Nălațvad
- Biserica Sfântul Nicolae din Hațeg
- Hotel Ferdinand din Hațeg
- Strei - Hațeg (sit de importanță comunitară inclus în rețeaua europeană Natura 2000 în România).